# Adrian Steger

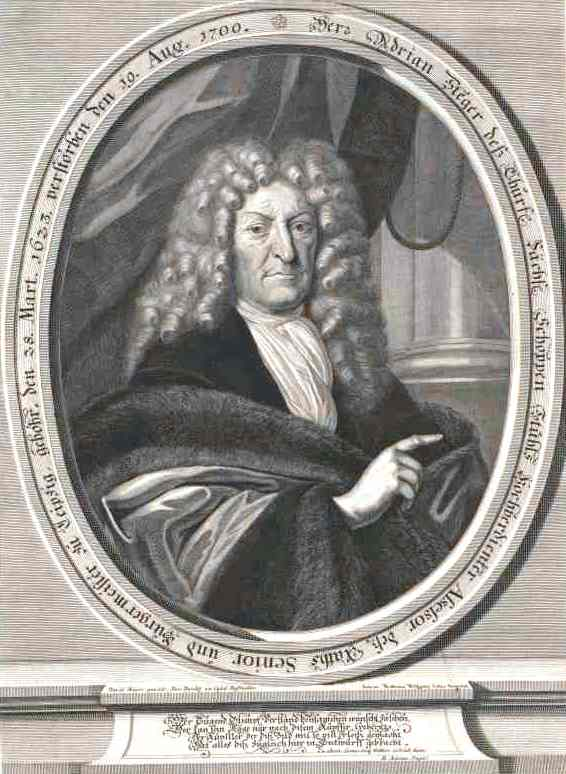
Adrian Steger

Adrian Steger (* 27. März oder 28. März 1623 in Leipzig; † 19. August 1700 ebenda) war ein kursächsischer Jurist und zwischen 1686 und 1698 insgesamt sechsmal Bürgermeister der Stadt Leipzig.

## Werdegang
Steger studierte Rechtswissenschaften an der Universität Leipzig sowie in Frankreich und wurde zum Dr. iur. promoviert. 1651 wurde er in den Rat der Stadt Leipzig gewählt. In der Folgezeit folgten die Ernennung zum Stadtrichter (1663), zum Baumeister (1666) und zum Scabinus.
1686, 1689, 1692, 1694, 1695 und 1698 war er Bürgermeister Leipzigs. 1690 übernahm er kurzzeitig das Amt des an Gesichtslähmung erkrankten Bürgermeisters Paul Wagner. 1693 und 1696 übten Wagner und Steger das Amt gemeinsam aus.
1682 wurde Steger Vorsteher der Kirche zu St. Thomas. Steger übersetzte verschiedene philosophische und religiöse Schriften aus dem Französischen ins Deutsche.